# Exallonyx longicornis
Exallonyx longicornis är en stekelart som först beskrevs av Christian Gottfried Daniel Nees von Esenbeck 1834.  Exallonyx longicornis ingår i släktet Exallonyx, och familjen svartsteklar. Arten är reproducerande i Sverige.